# HMS Dasher (D37)
HMS Dasher (D37) là một tàu sân bay hộ tống thuộc lớp Avenger của Hải quân Hoàng gia Anh Quốc. Được cải biến từ một tàu buôn, nó chỉ có một quãng đời phục vụ ngắn ngủi trong Chiến tranh Thế giới thứ hai, khi nó bị nổ tung tại vùng biển nhà vào ngày 27 tháng 3 năm 1943 mà nguyên nhân không được biết rõ.

## Thiết kế và chế tạo
Lớp tàu sân bay hộ tống Avenger là những tàu buôn Hoa Kỳ được cải biến. Thiết kế của chúng được dựa trên lớp Long Island (AVG-1). Để phân biệt giữa hai lớp tàu, những chiếc của Hải quân Hoàng gia có ký hiệu lườn mang thêm tiền tố "B" (BAVG). HMS Dasher (BAVG-5) được chế tạo bởi hãng Sun Shipbuilding and Drydock Company như một tàu chở chuối, thoạt tiên mang tên Rio de Janiero, và được đặt lườn vào ngày 11 tháng 3 năm 1940. Nó được hạ thủy vào ngày 12 tháng 4 năm 1941, được Hải quân Hoa Kỳ trưng dụng vào ngày 20 tháng 5 năm 1941 như là chiếc AVG-5 và chuyển giao vào ngày 22 tháng 11 năm 1941. Nó được cải biến thành một tàu sân bay hộ tống tại xưởng tàu Tietjen & Lang ở New Jersey, và nhập biên chế cùng Hải quân Hoàng gia như là chiếc HMS Dasher (D37) vào ngày 2 tháng 7 năm 1942.
Dasher có chiều dài chung 492,25 foot (150,04 m), mạn thuyền rộng 66,25 foot (20,19 m) và mớn nước 23,25 ft (7,09 m). Nó có trọng lượng choán nước 8.200 tấn Anh (8.300 t) ở tải trọng thông thường, và lên đến 9.000 tấn Anh (9.100 t) khi đầy tải. Động lực được cung cấp bởi bốn động cơ diesel nối với một trục chân vịt, tạo ra tổng công suất 8.500 hp (6,3 MW), cho phép con tàu di chuyển với tốc độ tối đa 16,5 kn (30,6 km/h). Thủy thủ đoàn đầy đủ của nó bao gồm 555 người.
Các thiết bị không lực bao gồm một đảo kết hợp cầu tàu-chỉ huy bay nhỏ bên mạn phải, bên trên một sàn đáp gỗ dài 410 foot (120 m), một thang nâng máy bay 42 ft × 34 ft (13 m × 10 m), một máy phóng máy bay và chín dây hãm. Máy bay có thể chứa tại một sàn chứa bên dưới sàn đáp kích thước 190 ft × 47 ft (58 m × 14 m). Vũ khí trang bị bao gồm ba tháp pháo 4 in (100 mm)/50 caliber Mark IX lưỡng dụng phòng không nòng đơn và 19 × pháo phòng không Oerlikons 20 mm trên các bệ nòng đơn và nòng đôi. Nó có khả năng mang theo mười lăm máy bay, gồm một hỗn hợp máy bay tiêm kích Grumman Martlet hay Hawker Sea Hurricane và máy bay chống tàu ngầm Fairey Swordfish.

## Lịch sử hoạt động
Dasher đã tham gia Chiến dịch Torch cùng với tàu chị em HMS Biter, mang theo máy bay tiêm kích Sea Hurricane (phiên bản hải quân của Hawker Hurricane) thuộc Liên đội Không lực Hải quân 804 vốn có ưu thế hơn so với máy bay tiêm kích Dewoitine D.520 của phe Vichy Pháp. Sau khi thực hiện một số nhiệm vụ vận chuyển máy bay tại Địa Trung Hải, nó lên đường đi đến Clyde vào tháng 3 năm 1943, nơi sàn đáp được nối dài thêm 42 foot (13 m), và nhận lên tàu kiểu máy bay Fairey Swordfish. Nó hộ tống thành công một đoàn tàu vận tải vượt đại dương; nhưng không lâu sau khi khởi hành cùng một đoàn tàu thứ hai, Dasher gặp trục trặc động cơ và phải quay trở về. Không lâu sau khi về đến Firth of Clyde vào ngày 27 tháng 3 năm 1943, nó gặp một vụ nổ dữ dội bên trong lườn tàu và bị đắm.

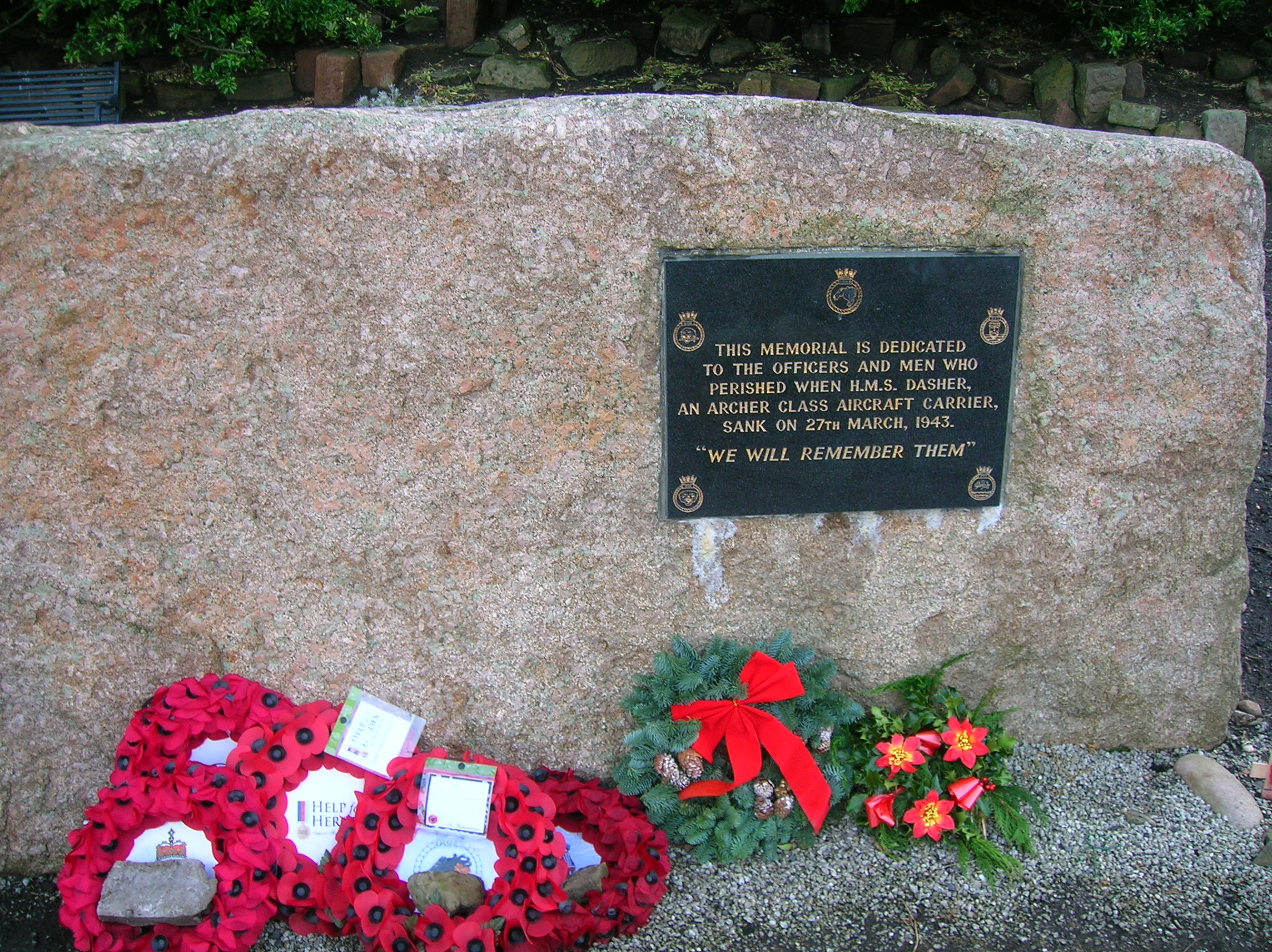
Biển tưởng niệm HMS Dasher tại bờ biển Ardrossan.

Nhiều nguyên nhân khác nhau đã được giả thiết, bao gồm một máy bay của nó đâm xuống sàn đáp hoặc bắt lửa hơi xăng thoát ra từ những thùng xăng bị rò rỉ. Hầu hết những gì đã xảy ra sẽ không bao giờ được biết đến. Tổn thất nhân mạng của nó lên đến người thiệt mạng trong tổng số thành viên thủy thủ đoàn, cho dù có phản ứng nhanh chóng và trợ giúp của tàu bè và xuồng cứu nạn từ Brodick và Lamlash trên đảo Arran cũng như từ Ardrossan và Greenock ở đất liền Scotland, nằm trong số lớn nhất tại vùng biển Anh. Nhiều người thoát khỏi con tàu nhưng chết do mất nhiệt hay bỏng khi thoát ra khỏi những đám cháy xăng. Hầu hết những người thiệt mạng được chôn cất tại Ardrossan hay Greenock.
Phía Hoa Kỳ đổ lỗi cho kỹ thuật quản lý xăng kém của Hải quân Hoàng gia; trong khi phía Anh cho là nó được thiết kế kém để dự trữ và sử dụng. Cả hai tranh luận đều có những điểm đúng, nên sau đó lượng xăng dự trữ trên các con tàu chị em trong biên chế của Anh giảm từ 75-88.000 gallon xuống còn 36.000 gallon; và phía Hải quân Hoa Kỳ cũng giảm lượng dự trữ xăng nhưng nhiều đến thế.
Chính phủ Anh vào lúc đó, trong một nỗ lực nhằm tránh ảnh hưởng đến tinh thần và sự lo lắng liên quan đến lỗi chế tạo của Hoa Kỳ, đã cố bưng bít vụ đắm tàu. Báo chí địa phương được lệnh không trích dẫn đến thảm họa, và giới chức thẩm quyền ra lệnh chôn những người chết trong nấm mộ chung không đánh dấu. Những thân nhân giận dữ đã phản kháng, và một số thi thể được trả cho gia đình để mai táng. Những người sống sót được lệnh không nói về những gì đã xảy ra. Chính sách này sau đó đã gặp nhiều chỉ trích, và giờ đây các đài tưởng niệm cho những người đã mất hiện diện tại cả Ardrossan và Brodick. Địa điểm đắm tàu nằm ở khoảng giữa tuyến phà giữa Ardrossan và Brodick, và là một địa điểm được bảo vệ bởi Luật bảo vệ di sản quân sự.